# Amblychia geminicauda
Amblychia geminicauda är en fjärilsart som beskrevs av Louis Beethoven Prout. Amblychia geminicauda ingår i släktet Amblychia och familjen mätare. Inga underarter finns listade i Catalogue of Life.